# Deșertul Namib
Deșertul Namib este un deșert în sud - vestul Africii, întinzându-se de-a lungul coastei Oceanului Atlantic a Namibiei și Angolei pe 1.200 km, având zone cu dune înalte până la 150m .Acesta este situat în regiunea aridă din sudul Africii.

## Nume
Numele său în limba indigenilor inseamnă "locul ce nu există". Numele Namib vine de la un zeu al furtunilor și trăznetelor, zeu pe care băștinașii îl considerau foarte puternic; prezența lui se făcea mult simțită tot anul, cunoscându-se faptul că în această zonă există atât vântul de sud-est care trimite curent rece către coastă și puțină umezeală, cât și numeroase uragane.

## Geografie
Acest deșert este considerat cel mai bătrân deșert din lume, urme a unei clime călduroase și uscate putând fi observate încă cu peste 80 milioane ani în urmă. Suprafața acestuia este de peste 55.000 km2. Aici se află vestitul "Munte de Foc", renumit prin vestigiile unor străvechi documente de viață și de cultură boșimană. Este singura zonă etnografică în care boșimanii au creat așezări stabile, cătune de colibe construite din pietre suprapuse, având diametrul de 3 – 4 m și interiorul căptușit cu un strat gros de ierburi uscate.

## Clima
Clima este uscată. Temperaturile pot depăși 50 °C ziua, însă noaptea pot scădea până la 0 °C. 

## Faună și floră

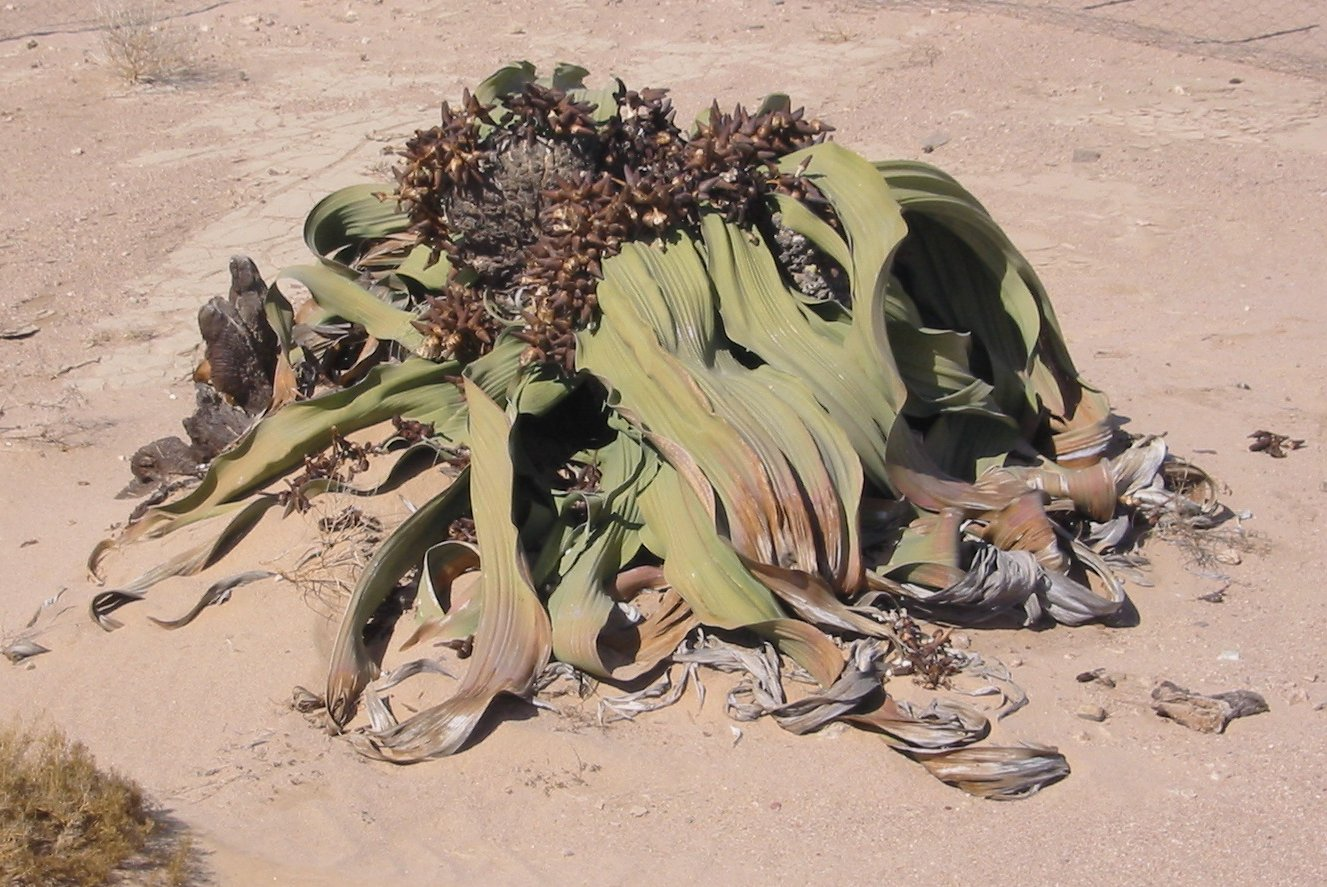
Welwitschia mirabilis

Caracteristic pentru deșertul Namib este welwitschia mirabilis, o plantă rară ciudată, a cărei rădăcină se înfige vertical până la 25 m pentru a obține apă din straturile impermeabile adânci. Tulpina subterană este groasă de circa 130 cm, iar la suprafața solului prezintă un crater de frunze stelate de 1 – 3 m lungime, care se târăsc pe jos ca niște panglici deșirate. Lumea vegetala din Deșerul Namib cuprinde și arborele tolba (Aloe), Europhobia, Accacia și altele.
Exista un număr mare de insecte perfect adaptate la condițiile dure ale deșertului: insecte de tipul "gândacul care stă în cap", și pe care "diminețile cu ceața" îl prind la suprafață, încercând să-și facă un stoc de apă pe care să-l folosească în tot restul zilei. Multe alte vietăți și-au găsit un loc de supraviețuire chiar și în acest mediu foarte ostil. Pe lângă "palierul de jos" al viețuitoarelor tipice deșertului, în Deșertul Namib pot fi întâlnite o mulțime de mamifere de la elefantul african până la girafă sau antilopa oryx (simbolul Namibiei), zebră de munte sau leul cu adaptări care trec în lumea fantasticului.